# Kenneth Lane
Kenneth Lane   (Toronto, 16 d'agost de 1923 - Toronto, 22 de gener de 2010) fou un piragüista en aigües tranquil·les canadenc que va competir durant la dècada de 1950. Era germà del també piragüista Norman Lane.
El 1952 va prendre part en els Jocs Olímpics d'Estiu de Hèlsinki, on guanyà la medalla de plata en la prova del C-2, 10.000 metres del programa de piragüisme. Formà parella amb Donald Hawgood.
En el seu palmarès també destaquen 19 campionats nacionals. Una vegada retirat va continuar vinculat al piragüisme com a entrenador de la selecció canadenca entre 1967 i 1972. Continuà competint en categoria màster fins a la dècada de 1990. El 2003 fou incorporat al Canadian Olympic Hall of Fame.